# Tetragastris balsamifera
Tetragastris balsamifera ist ein Baum aus der Familie der Balsambaumgewächse aus Westindien, Kuba, Haiti, Puerto Rico und der Dominikanischen Republik.

## Beschreibung

### Vegetative Merkmale
Tetragastris balsamifera wächst als immergrüner Baum und wird bis 15–25 Meter hoch. Der Stammdurchmesser erreicht etwa 50 Zentimeter. Die Borke ist bräunlich-gräulich und relativ glatt und leicht rissig, schuppig. Der Baum führt ein aromatisches Harz oder einen Balsam.
Die wechselständigen, gestielten und unpaarig gefiederten Laubblätter, mit 5–9 Blättchen, sind bis 20–40 Zentimeter lang. Der kahle Blattstiel kann bis 10–15 Zentimeter lang werden. Die ledrigen und glänzenden, unterseits helleren, sowie kahlen Blättchen sind eiförmig oder elliptisch bis verkehrt-eiförmig oder lanzettlich bis länglich und bis 18 Zentimeter lang und bis 7 Zentimeter breit. Sie sind ganzrandig und rundspitzig bis zugespitzt, das endständige Blättchen ist länger gestielt, die übrigen nur kurz bzw. kürzer. Die Nervatur ist gefiedert, mit hellerer und unterseits erhabener Mittelader. Die Blättchenstiele sind oft mit bräunlichen und verdickten Pulvini ausgebildet. Nebenblätter fehlen.

### Generative Merkmale
Tetragastris balsamifera  ist zweihäusig getrenntgeschlechtlich diözisch. Es werden gestielte end- und seitenständige, vielblütige und bis etwa 18 Zentimeter lange, rispige Blütenstände gebildet. Die meist (funktionell) eingeschlechtlichen, kleinen, leicht duftenden Blüten sind meist vierzählig, kurz gestielt und mit doppelter Blütenhülle. Selten können auch zwittrige Blüten vorkommen. Der grünliche, kahle Kelch ist jeweils glockenförmig mit kleinen Zipfeln. Die vier, unten knapp zur Hälfte verwachsenen, weißlich-bräunlichen und leicht fleischigen Petalen sind aufrecht und außen behaart, mit kapuzenförmigen Lappen. Die männlichen Blüten besitzen einen kurzen Pistillode und 8 kurze, freie Staubblätter mit sehr kurzen Staubfäden, sowie einen lappigen Diskus. Die weiblichen Blüten haben einen meist vierkammerigen, oberständigen Fruchtknoten der in einem lappigen Diskus liegt. Der Griffel ist kurz, mit einer kopfigen und meist vierteiligen Narbe und es sind Staminodien vorhanden.
Es werden zwei- bis vierteilige, -zellige, rundliche, grün-bräunliche bis gelbliche, sich öffnende und ledrige Steinfrüchte gebildet. Sind bis etwa 2,5–3 Zentimeter groß und kahl. Es sind in jeder, durch das Mesokarp, getrennten Zelle hellbraune, knochige und einsamige, etwa 1,5 Zentimeter lange Steinkerne (Pyrene) enthalten. Das fleischige Mesokarp ist balsamhaltig.

## Systematik
Die Erstbeschreibung des Basionyms Hedwigia balsamifera erfolgte 1788 durch Olof Peter Swartz in Nova Genera et Species Plantarum seu Prodromus 62. Die Umteilung in die Gattung Tetragastris und eine detailliertere Beschreibung der Art Tetragastris balsamifera erfolgte 1841 durch Lorenz Oken in Allgemeine Naturgeschichte 3(3): 1764–1765. Es sind verschiedene Synonyme bekannt.